# Мермикидес, Милтон
Милтон Джон Мермикидес (англ. Milton John Mermikides, род. 26 мая 1971, Хэмптон, Лондон, Великобритания) — британский композитор, гитарист и учёный-музыковед греческого происхождения. Его профессиональная деятельность включает сочинение музыкальных произведений, выпуск научных статей, выступления с лекциями и сольные концерты. Мермикидес сотрудничал с рядом известных композиторов, включая Брайана Ино, Пэта Мартино, Джона Уильямса, Тода Мачовера, Стива Уинвуда и Тима Минчина, а также с исследовательскими организациями, такими как Wellcome Trust, UCL Neuroscience, Британская библиотека, Музей науки, Aldeburgh Music и Смитсоновский институт. Он широко известен как ведущая фигура в области ультразвуковой обработки данных. Его работа 2004 года Bloodlines, сочинённая совместно с его сестрой, доктором Алекс Мермикидес, получила признание критиков. Этот проект был вдохновлён опытом болезни Мермикидеса: он страдал от острого лимфобластного лейкоза и получил донорский костный мозг.
В настоящее время Мермикидес занимает должность музыкального лектора и директора программы MMUS в Университете Суррея. Он также является профессором джазовой гитары в Королевском музыкальном колледже Лондона, а ранее занимал пост главы музыкальной технологии и преподавателя музыки в Королевской академии музыки. В 2014 году Мермикидес вместе со Стивеном Госсом и Джоном Уильямсом основал Международный исследовательский центр гитары (IGRC).

## Биография
Милтон Джон Мермикидес родился в Хэмптоне в 1971 году в семье физика-ядерщика ЦЕРН Майкла Мермикидеса и студентки юридического факультета Ольги Лиуфис. Учился в начальной школе Fox в Кенсингтоне, где его преподавателем музыки был Айвор Катлер, после окончания которой посещал среднюю школу Хайгейта. Затем получил степень бакалавра в области аналитической и описательной экономики в Лондонской школе экономики и степень бакалавра в области джазового перформанса и композиции в Музыкальном колледже Беркли (Бостон, США). Во время учёбы в Беркли он изучал джазовую импровизацию у Эда Томасси, Хэла Крука и Джона Дамиана.
Мермикидес — атеист и скептик, яростный противник антипрививочного движения. Был членом движения скептиков и сотрудничал с одним из его видных представителей — музыкантом Джорджем Храбом (впоследствии они вместе выступали на сцене, также Милтон брал у него интервью для альбома последнего Trebuchet выпущенное под названием — «Virtual liner notes»), конференцией QED, Образовательным фондом Джеймса Рэнди и организацией The Amazing Meeting. Также у него взяли интервью для книги «Meet the Skeptics».

## Музыкальное творчество
В своём музыкальном творчестве Мермикидес сочетает такие жанры, как джаз, модернизм, этнику, IDM, грув, рок, электроакустика и генеративная музыку. Сочинённые им произведения основаны на исследованиях в области теории музыки, познания и восприятия, научных концепций, природных процессов, алгоритмической композиции, микроритмии и импровизации. Мермикидес называет это радикальное смешение стилей, концепций и процессов «лиминализмом», «вызовом, смешением и слиянием жанровых границ, а также границ музыкального восприятия, процессов и доступности». Его проект по ультразвуковой обработке данных Bloodlines транслировался на BBC Radio 4 и был опубликован в приложении к журналу Times Higher Education. Ещё одна работа Мермикидеса по ультразвуковой обработке данных, Careful, была опубликована в газете The Guardian. Он писал музыку для пьес (Derry Playhouse), саундтреков к фильмам (Martino: Unstrung), аранжировки для струнного квартета (D Rail, исполнялись вживую в рамках BBC Radio 4’s Intune), звуковых инсталляций («Microcosmos» в Королевской академии музыки) . В 2018 году Милтон Мермикидес дал интервью Эвелин Гленни на BBC Radio 4 посвящённое ультразвуковой обработке данных и трансформации художественных работ Бриджет Райли в музыку.

## Академическая деятельность
В 2010 году Мермикидес получил докторскую степень в Университете Суррея за диссертацию «Изменения со временем». Его научная деятельность включает в себя множество опубликованных статей, в том числе «Rondo All Turca» для журнала Total Guitar, «On Composing: How To Be A Successful Computer-based Composer» (2010) для журнала Computer Music, «Parallel Worlds», «5 Decades of the Jam Band», «Extreme Guitar Concepts» и «Bossa Appreciation» (2014) для журнала Guitar Techniques Magazine. В 2021 году по просьбе редакции журнала Classic Rock Мермикидес сделал разбор классического альбома Led Zeppelin IV с точки зрения музыковеда. Помимо этого, он также написал главы для ряда научных книг, включая Music and Shape, и занимается регулярной публикацией статей по теории музыки на персональном веб-сайте.
Он неоднократно выступал с основными докладами, в том числе на конференции TEDx Groningen в апреле 2016 года с лекцией под названием «Все, что мы делаем — это музыка», в Гонконгской академии исполнительских искусств (2018) в рамках 3-го симпозиума «Altamira Guitar Symposium», в Международном исследовательском центре гитары, Британском обществе сна, Королевском физиологическом обществе, в Studium generale и Институте Фрэнка Мора. В 2019 году он выступил с программной презентацией, совместно с Джимом Аль-Халели, на докторской конференции Университета Суррея.
В 2015 году телеведущий Гарет Мэлоун назвал Мермикидеса «гением рэпа» за его сатирическую инструкцию по написанию типичной песни для Евровидения. Он также написал статью о неоднозначном движении «432 Hz Movement» и дал интервью в качестве эксперта по особенностям греческого музыкального строя для радиопередачи «Music Matters» на BBC Radio 3. Помимо этого, Мермикидес выступил научным руководителем Билла Бруфорда во время его защиты докторской степени в Университете Суррея.
Работы Милтона представлены во многих научно-популярных изданиях, включая Oxford Handbook of Computer Music, Nature Immunology, New dramaturgy: international perspectives on theory and practice, Medical Humanities Journal, Consciousness, Theater, Literature and the Arts и The Anatomy of the Science Play.

## Избранная дискография

### Студийные альбомы
- Hidden Music (2015)
- Sound Asleep (2014)
- The Theme Attic (2014)

### Саундтреки
- Sound Asleep Video Installation (2015)
- Wake Up and Smell the Coffee (2012)
- Martino:Unstrung (2008)
- Flatlanders (2004)